# Wild Life Sydney
Koordinaten: 33° 52′ 12″ S, 151° 12′ 6″ O
Wild Life Sydney, ehemals Sydney Wildlife World genannt, ist ein in der australischen Stadt Sydney in New South Wales befindlicher Zoo, der auf die Haltung der australischen Fauna spezialisiert ist.

## Geschichte
Das die aquatische Fauna Australiens ausstellende Sydney Aquarium plante eine Expansion auf die landlebende Tierwelt des Kontinents und errichtete in seiner unmittelbaren Nachbarschaft ein neues Gebäude, das im September 2006 eröffnet wurde. Die Anlagen befinden sich im Central Business District im Darling Harbour. Seit der Übernahme der Tussauds Group im Jahr 2007 gehört Wild Life Sydney zur Merlin Entertainments Group, einem der weltweit führenden Unternehmen im Bereich Freizeitattraktionen.

## Architektur
Die Form von Wild Life Sydney wurde gemeinsam von den Architekturbüros Misho + Associates sowie RIHS-Architects entworfen und gestaltet. Die Gesamtkosten betrugen 52 Millionen AU$. Das Design hat die Form des Skeletts einer Pythonschlange. An der Außenfront wurden abgewinkelte Holzstangen verwendet, die an die Bäume erinnern sollen, die einst die Landschaft prägten. Das baldachinartige feinmaschige Netzdach wird von Edelstahlbögen getragen. Es schützt zwar vor direktem Sonnenlicht, verringert jedoch die Notwendigkeit künstlicher Beleuchtung, da es eine gewisse Transparenz aufweist. Dadurch können die Menschen von draußen den Regenwald im Gebäude zum Teil sehen. Die Innenräume sind in neun Abschnitte unterteilt.

## Anlagenkonzept und Tierbestand
Wild Life Sydney beherbergt nahezu ausschließlich Tiere, die in Australien vorkommen. Viele sind endemische Arten. Das Gebäude hat eine Fläche von rund 7000 Quadratmetern und ist in neun verschiedene Abschnitte aufgeteilt, darunter für Schmetterlinge und weitere Wirbellose, Reptilien und Amphibien, Vögel, nachtaktive Tiere, Kängurus, Wombats sowie Koalas. Außerdem gibt es Nachbildungen von Grasland und Regenwald. Auf ca. einen Kilometer langen Rundwegen kommen die Besucher an sämtlichen Bereichen vorbei. Im Uhrzeigersinn führt der Hauptgehweg entlang der Anlagen für Kurzschnabeligel, Reptilien und Amphibien, Beutelteufel, Kasuare, Wombats und Wallabys, weitere Känguruarten, Papageien, Krokodile sowie Schnabeltiere. In einem Nachttierhaus sind Flughunde, Beutelmarder, Australische Hüpfmäuse und Nasenbeutler zu sehen. Am Ende des Rundwegs besteht für die Besucher die Möglichkeit, in einem Obergeschoss Koalas zu besichtigen und zu fotografieren. Dort gibt es außerdem ein Insektarium, eine Cafeteria sowie einen Bereich für Kinder (Kids Corner).

## Arterhaltungs- und Schutzprogramme
Wild Life Sydney arbeitet an einem Animal Care Network, dessen Ziel es ist, die Lebensräume der Wildtiere Australiens sowie den Regenwald zu schützen und zu erhalten. Zwei Programme, die sich mit den Kasuaren sowie den Koalas beschäftigen, werden besonders intensiv gefördert.

### Kasuar-Projekt
Kasuare kommen in Australien in den tropischen Regenwäldern im Nordosten von Queensland vor. Aufgrund von Rodungen in ihrem Lebensraum ist ihre Individuenzahl erheblich zurückgegangen und es leben nur noch ca. 1500 Vögel in der Wildnis. Im Rahmen des Programms Daintree Buy Back and Protect Forever wird Land aufgekauft und in zuvor geräumten Regenwaldgebieten werden Neuanpflanzungen getätigt, um zur Wiederherstellung des lebenswichtigen Kasuar-Lebensraums beizutragen.

### Koala-Projekt
Koalas zählen zu den bekanntesten einheimischen Tieren Australiens. Sie werden von der Weltnaturschutzorganisation IUCN als „vulnerable = gefährdet“ klassifiziert. Dieses Projekt unterstützt das Koala-Forschungsteam an der Western Sydney University in Zusammenarbeit mit Science for Wildlife und untersucht Koalas in der Region Blue Mountains. Das Projekt beinhaltet das Anlegen von Sendern an ausgewählte Koalas. Dadurch ermöglicht es einem Forscherteam, zu verfolgen, wie weit sich diese Koalas bewegen, wie oft sie auf andere Koalas stoßen und von besonderem Interesse, was diese Koalas fressen. Es wird auch der Kot der Koalas gesammelt und in einem Labor analysiert. Die Ergebnisse geben dann weitere Hinweise zum Nahrungsspektrum der Tiere.

## Galerie
Die nachfolgende Bildauswahl zeigt Tiere aus Wild Life Sydney:

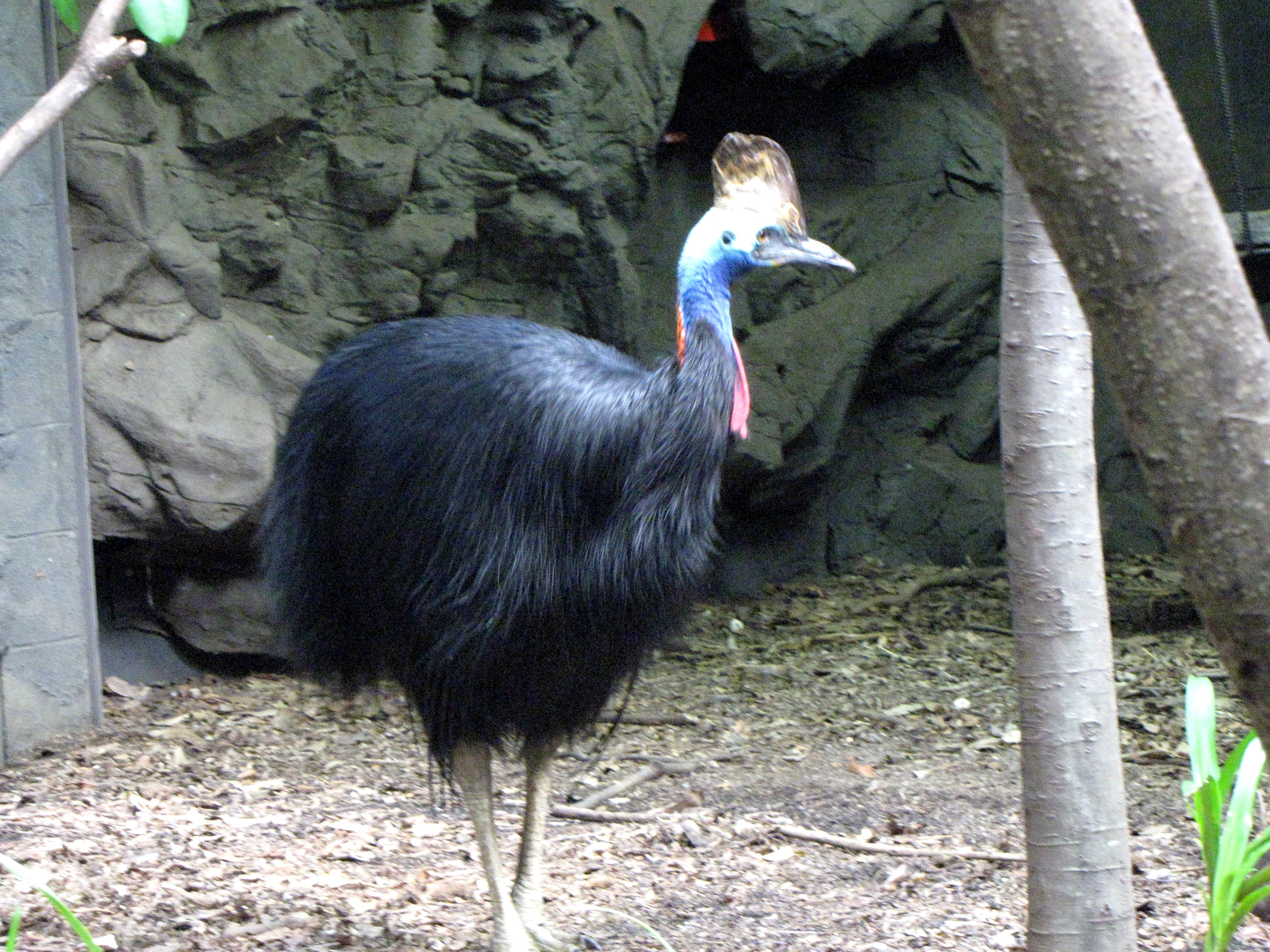
Helmkasuar
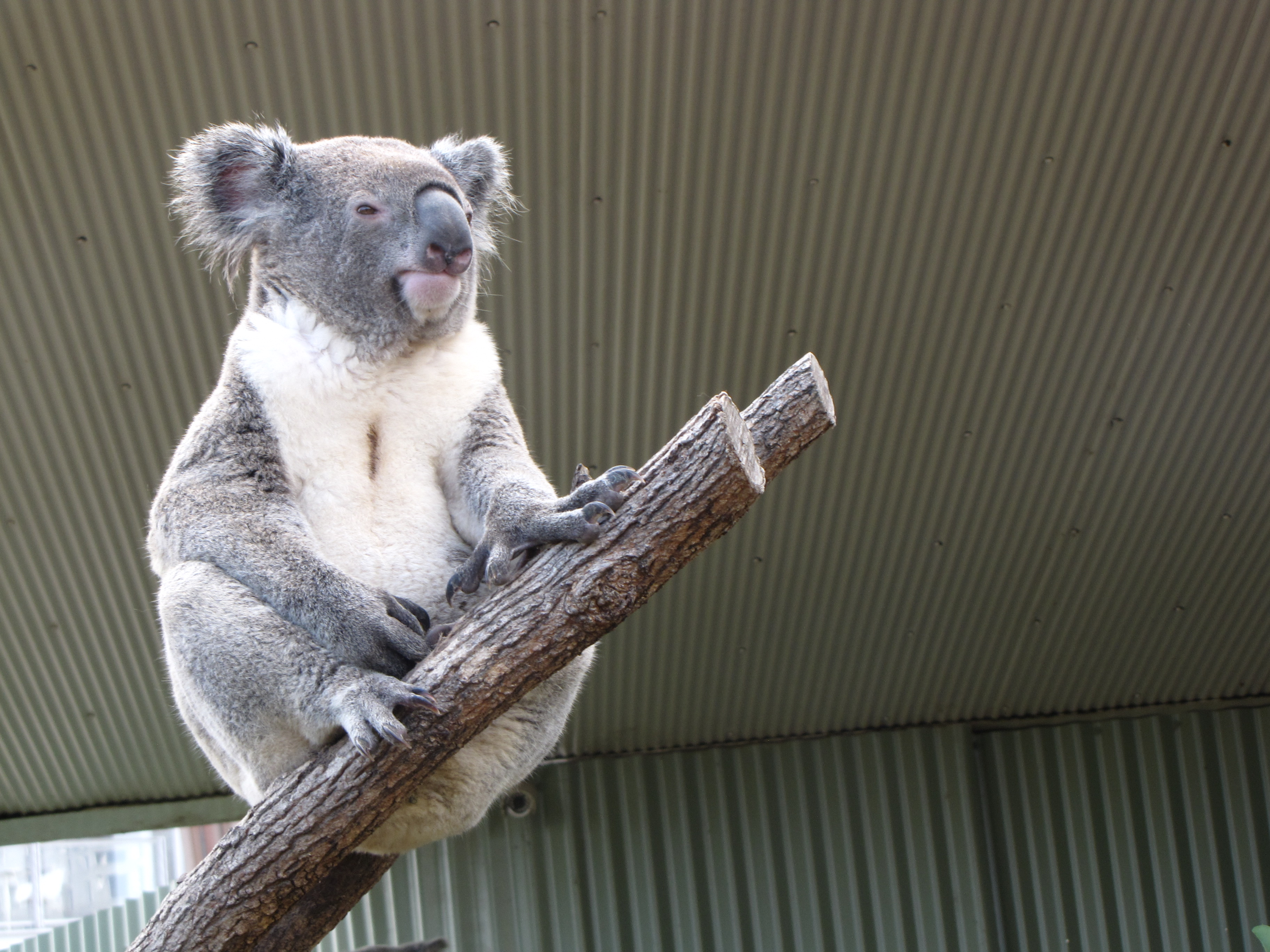
Koala
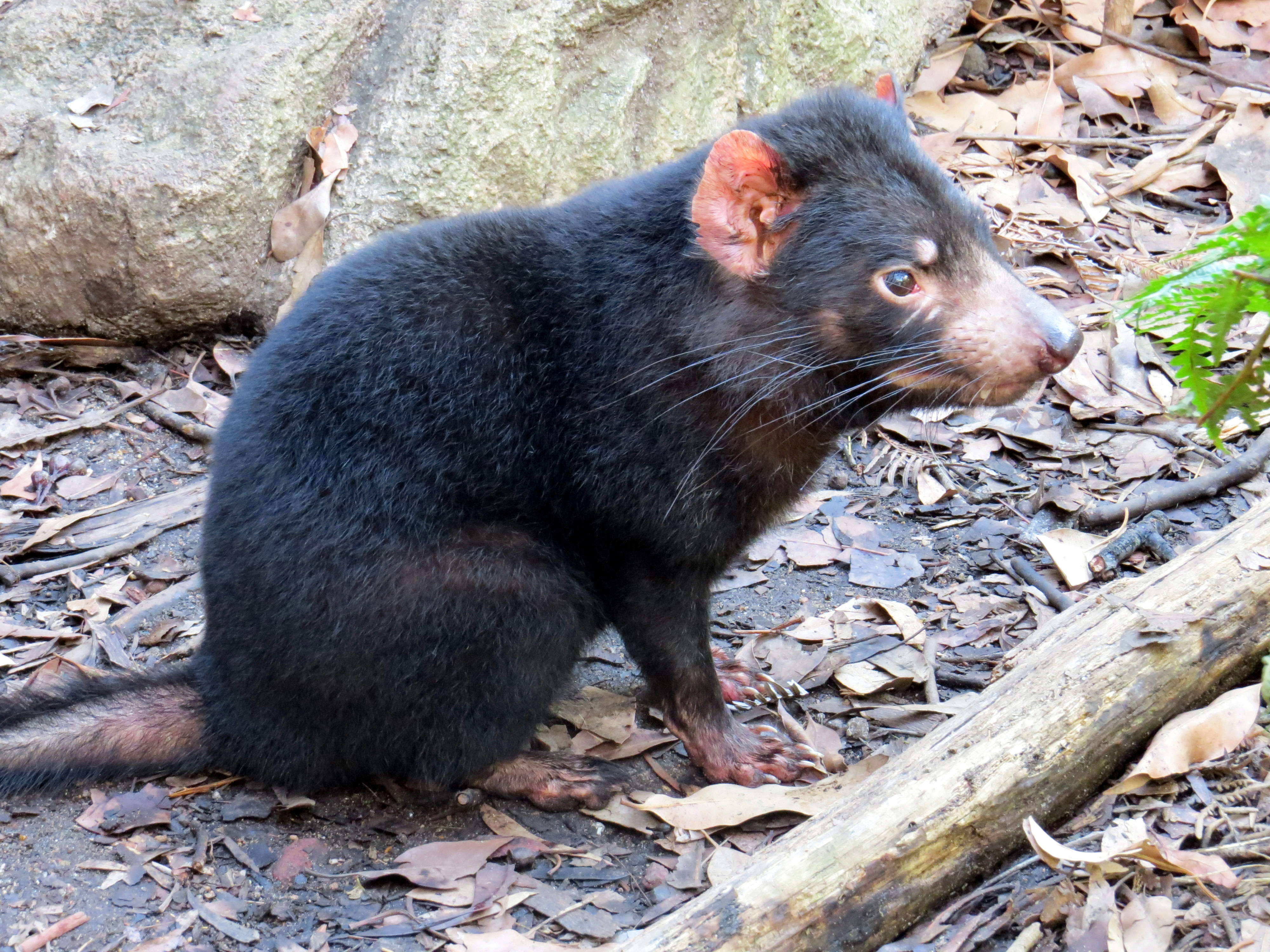
Beutelteufel
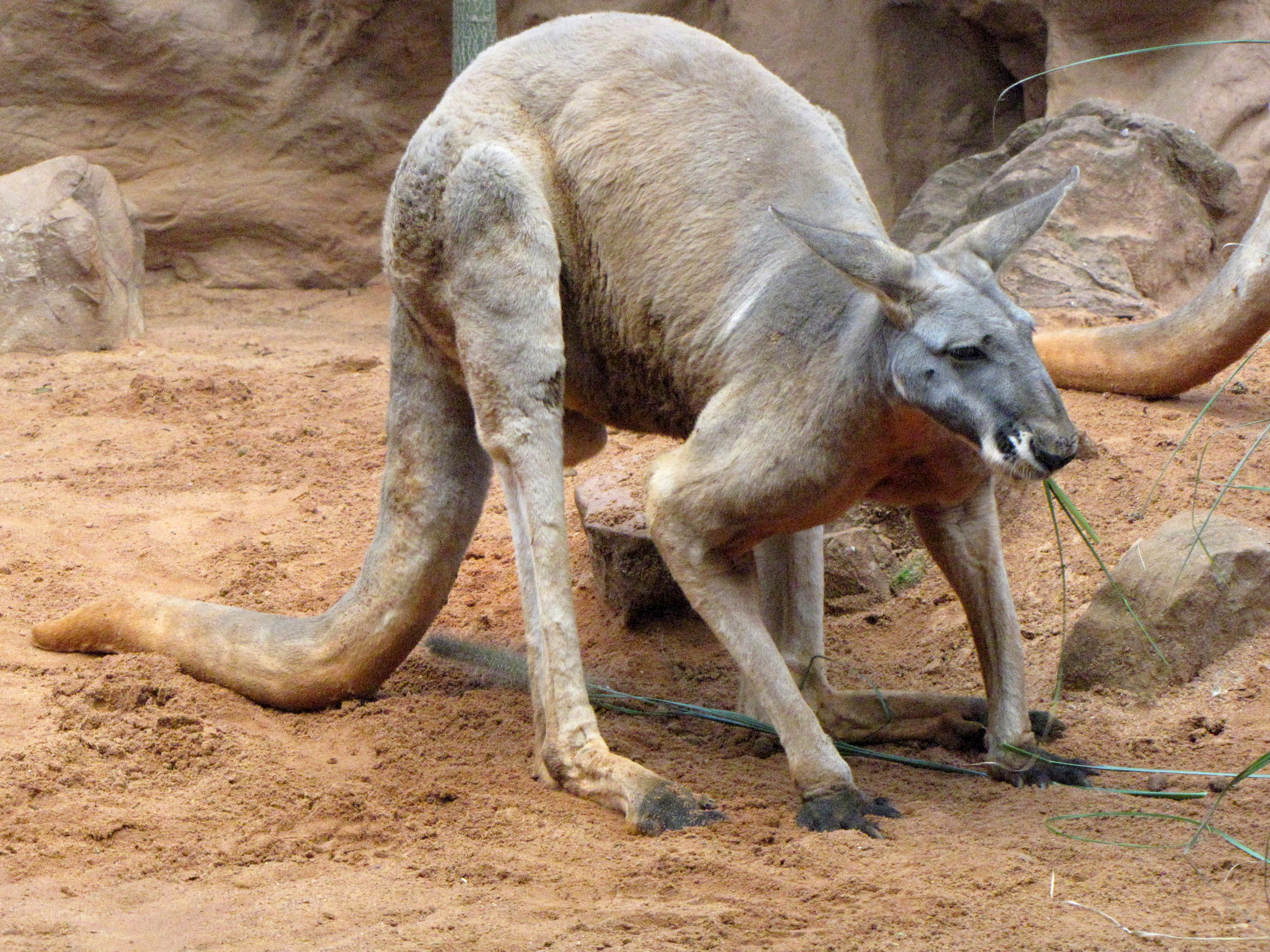
Rotes Riesenkänguru
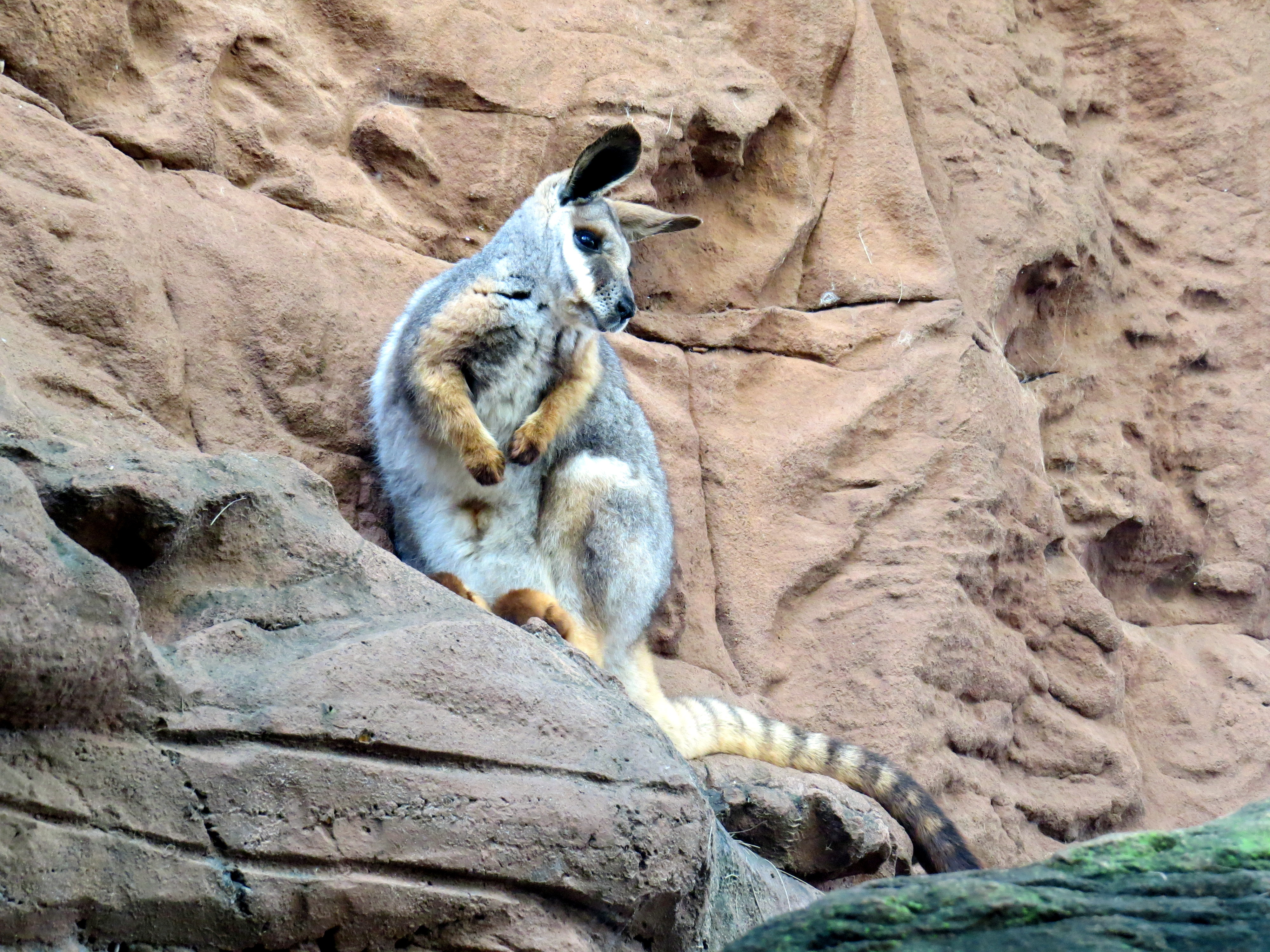
Gelbfuß-Felskänguru
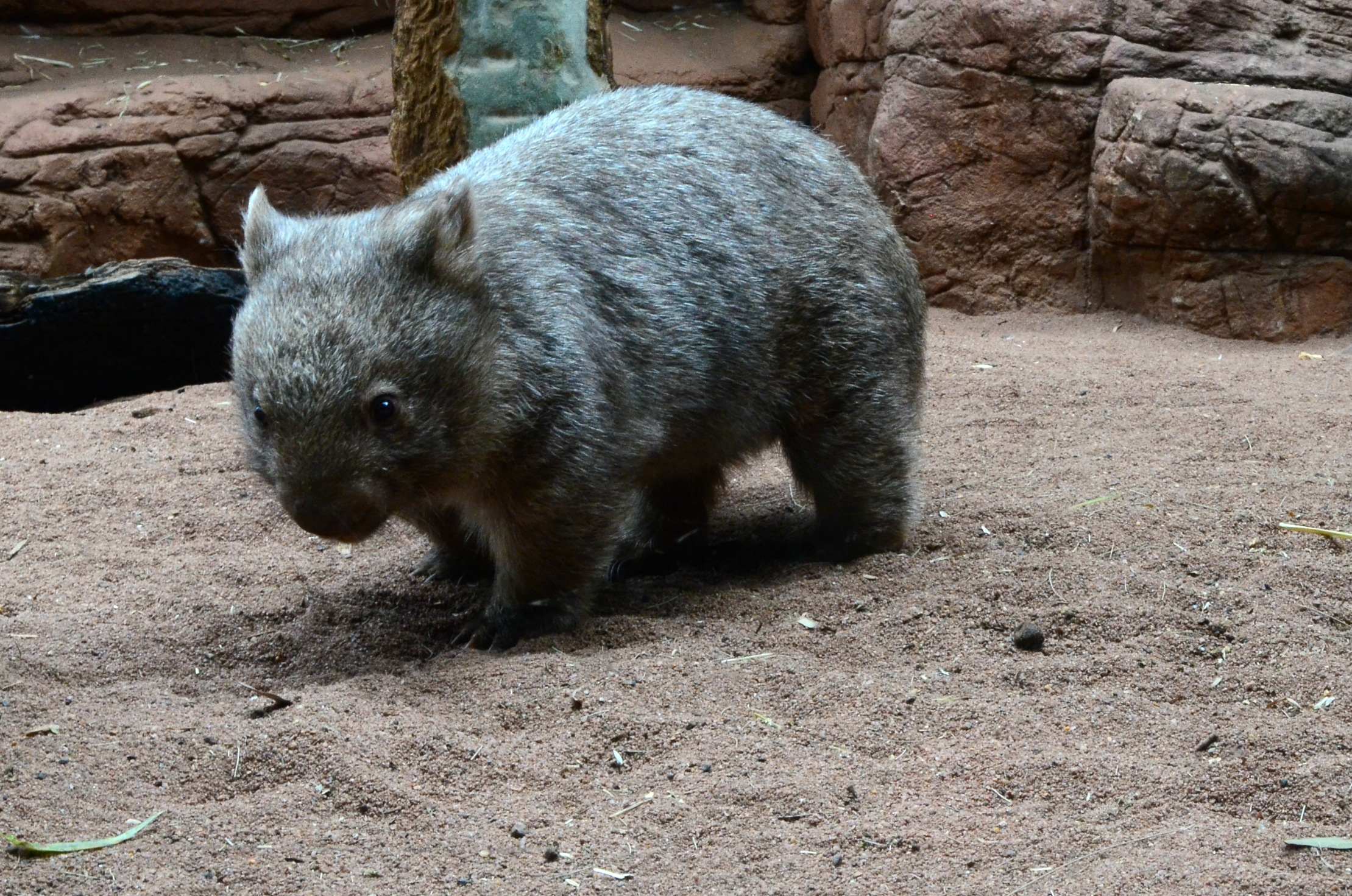
Nacktnasenwombat
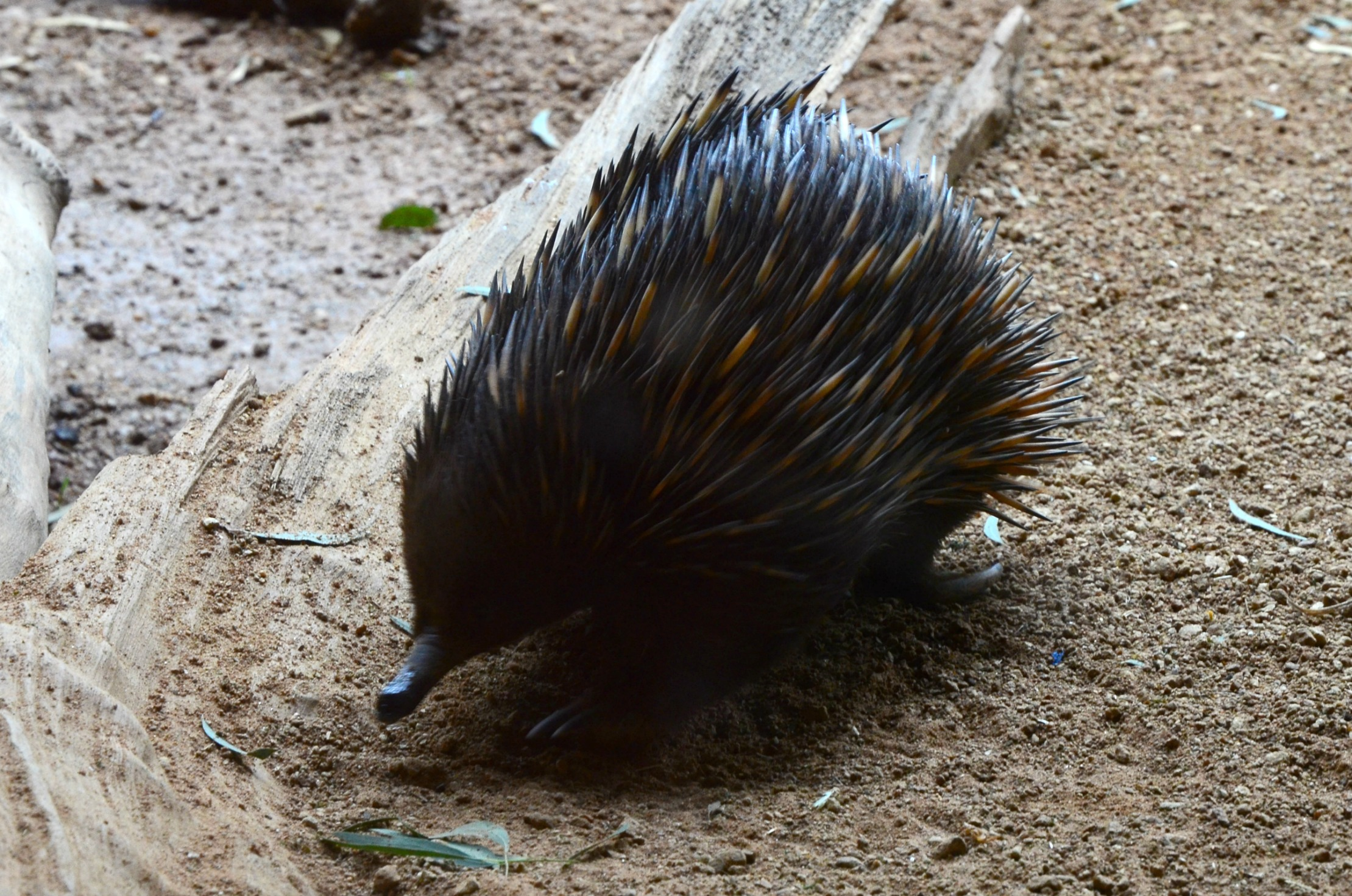
Kurzschnabeligel
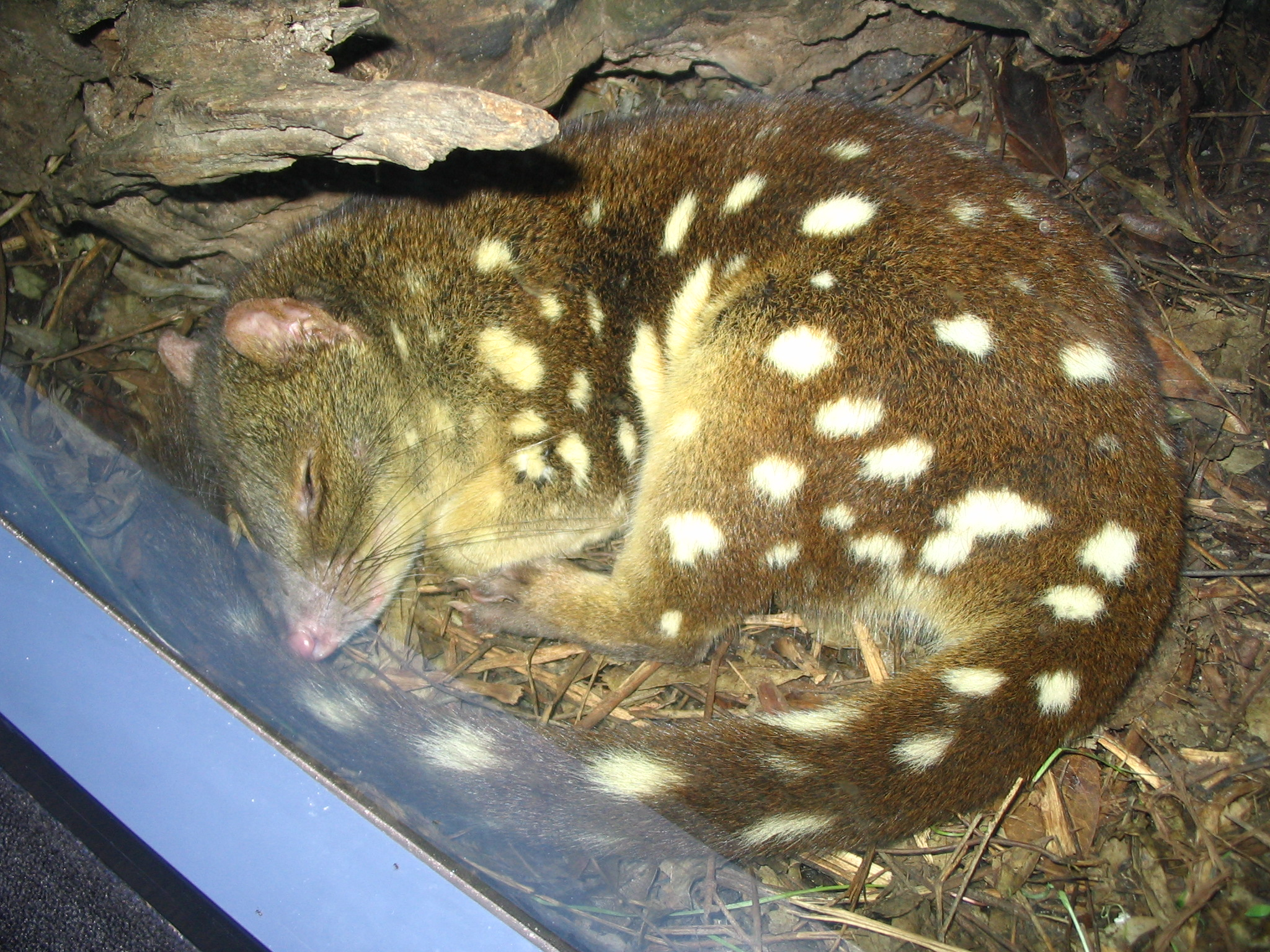
Riesenbeutelmarder
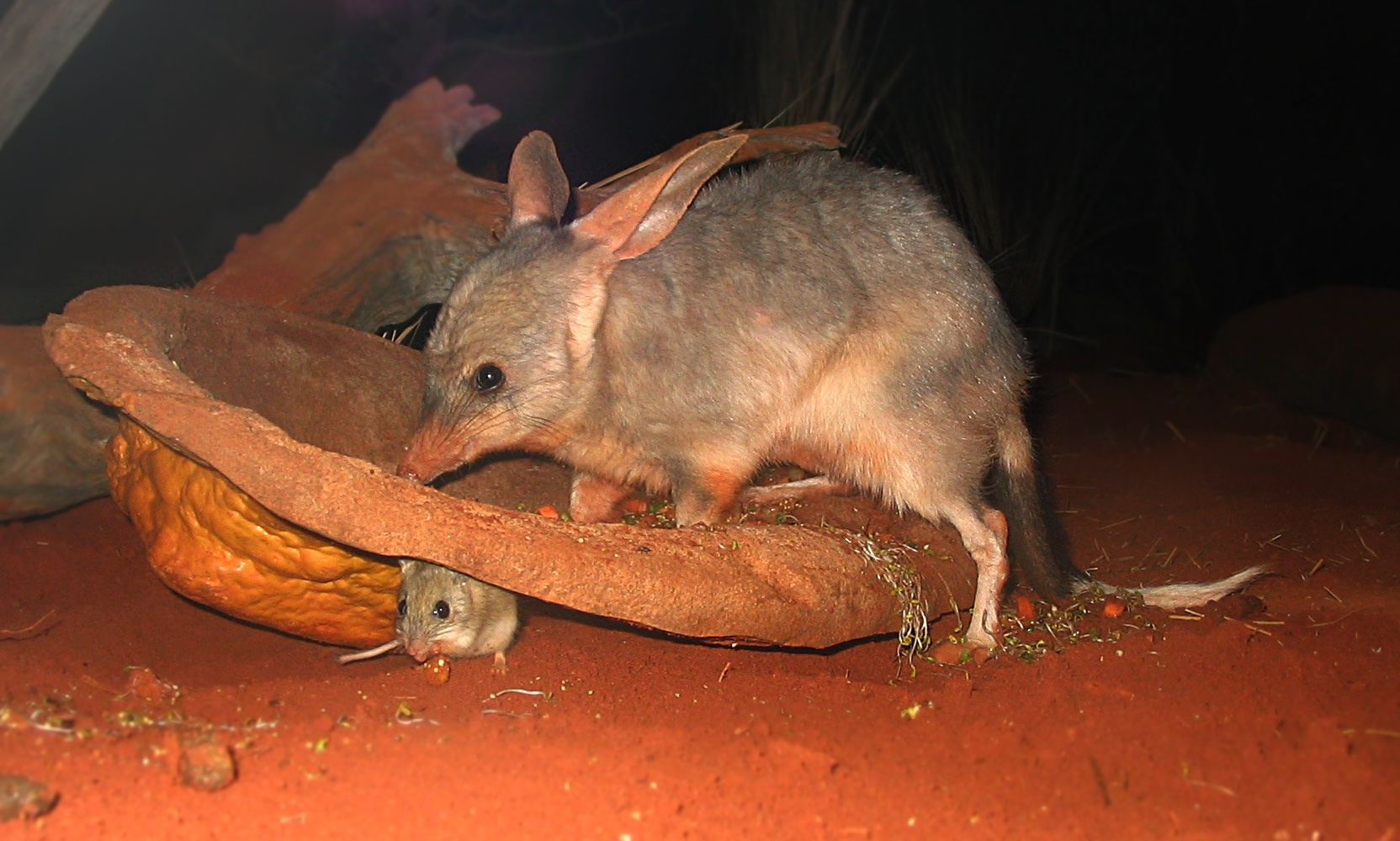
Großer Kaninchennasenbeutler, Australische Hüpfmaus
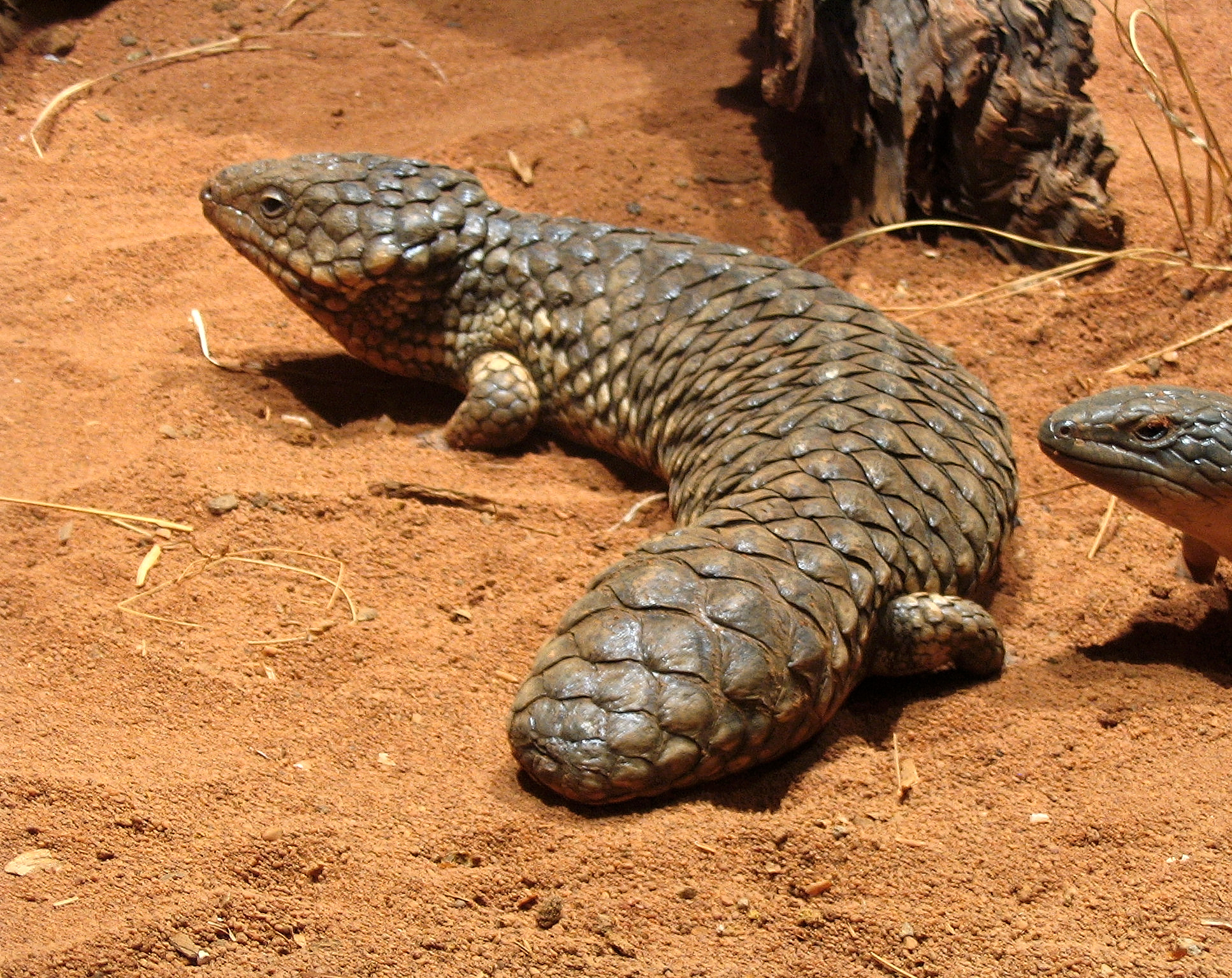
Tannenzapfenechse